# Tamarindus
- Commons
- Wikispecies

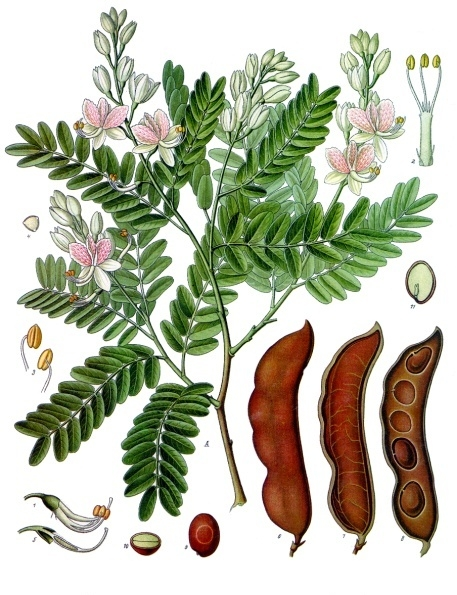
Ilustração de Tamarindus indica.

Tamarindus é um género botânico pertencente à família Fabaceae. É um gênero monotípico, tendo apenas uma espécie, Tamarindus indica. Seus nomes populares são tamarindo, tambarino, tamarindeiro, tamarineira, tamarineiro, tamarina e jubaí.

## Etimologia
O termo "tamarindo" origina-se do árabe تمر هندي [tamr hindī], que em português significa "tâmara da Índia". A palavra chegou à língua portuguesa pelo latim medieval tamarindus, daí a denominação do gênero, em latim científico, Tamarindus (1753).
"Jubaí" se originou do tupi yu'aí.

## Tamarindus indica

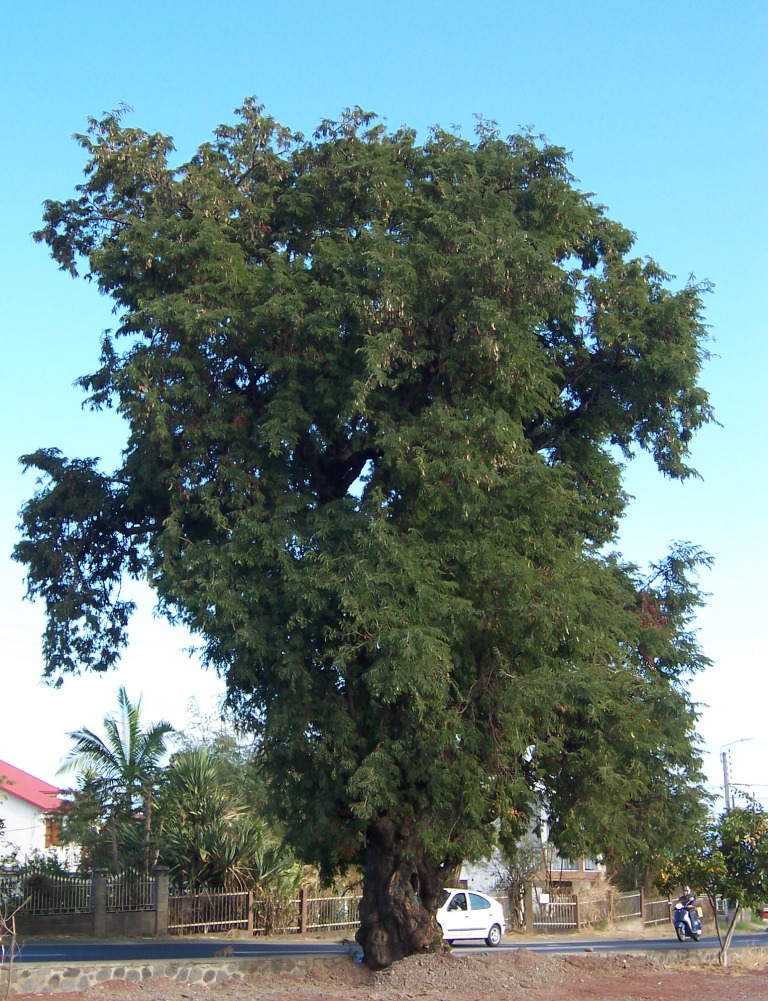
Tamarindeiro (Ilha da Reunião).

O tamarindeiro, tamarineiro ou tamarineira (Tamarindus indica L., Sp. Pl. 1: 34. 1753), é originário das savanas africanas, embora seja cultivado principalmente na Índia. No Brasil, o fruto é bastante consumido nas regiões Norte e Nordeste.
Árvore bastante decorativa, sua altura pode chegar aos 25 metros. O tronco divide-se em numerosos ramos curvados, formando copa densa e ornamental; as folhas são compostas e sensíveis (fecham por ação do frio), flores hermafroditas amarelas ou levemente avermelhadas (com estrias rosadas ou roxas) que se reúnem em pequenos cachos axilares. O fruto - tamarindo ou tamarino - é uma vagem alongada com 5 a 15 cm. de comprimento, com casca pardo-escura, lenhosa e quebradiça; as sementes em números de 3 a 8 estão envolvidas por uma polpa parda e ácida contendo açucares (33%), ácido tartárico (11%), ácido acético, ácido cítrico.
Cem gramas de polpa contêm 272 calorias, 54 mg. cálcio, 108 mg. fósforo, 1 mg. de ferro, 7 ug. Vit. A, 0,44 mg. Vit. B e 33 mg. Vit. C.

### Usos do tamarindeiro
Fruto: a polpa, com sabor agridoce, é usada no preparo de doces, bolos, sorvetes, xaropes, bebidas, licores, refrescos, sucos concentrados e ainda como tempero para arroz, carne, peixe e outros alimentos.
Sementes: ao natural, servem de forragem para animais domésticos; processadas são utilizadas como estabilizantes de sucos, de alimentos industrializados e como goma (cola) para tecidos ou papel. O óleo extraído delas é alimentício e de uso industrial.
Madeira: o cerne da madeira é de excelente qualidade e pode ser usado para diversas finalidades; forte, resistente à ação de cupins, presta-se bem para fabricação de móveis, brinquedos, pilões, e preparo de carvão vegetal.

### Necessidades da planta
Clima: a planta pode ser cultivada em regiões tropicais úmidas ou áridas. A temperatura média anual deve estar em 25 °C, e as chuvas anuais entre 600 e 1 500 milímetros.
A planta requer boa intensidade de luz e é sensível ao frio.
Solo: Devem ser profundos, bem drenados, pH entre 5,5 e 6,5, de preferência arenoargilosos. Solos pedregosos e sujeitos a encharcamento devem ser evitados.

### Plantio
Mudas: de ordinário, as mudas são formadas a partir de sementes que são lançadas ao solo a 2–3 cm. de profundidade em linhas de 15 centímetros sobre canteiros de terra constituído de mistura de terriço (3 partes) e esterco de curral bem curtido (1 parte). Com 10 centímetros de altura, as mudas vigorosas são transportadas para sacos de polietileno 18 centímetros x 30 centímetros; alcançando 25 centímetros de altura, a muda estará apta ao transplantio.
Espaçamento/covas: espaçamentos de 10 metros x 10 metros (100 plantas por hectare), 12 metros x 12 metros (69 plantas por hectare) ou 10 metros x 8 metros (125 plantas por hectare) são comuns. As covas podem ter dimensões de 50 centímetros x 50 centímetros x 50 centímetros ou 60 centímetros x 60 centímetros x 60 centímetros; na sua abertura, separar a terra dos primeiros 20 centímetros.
Adubação básica: lançar, no fundo da cova, 500 gramas de calcário dolomítico cobrir levemente com terra; misturar, à terra de separada, 15 litros de esterco de curral bem curtido + 500 gramas de superfosfato simples e + 120 gramas de cloreto de potássio e lançar na cova trinta dias antes do plantio.
Plantio: deve ser feito no início do período chuvoso e em dias nublados; irrigar a cova com 15 litros de água e proteger o solo, em torno da muda, com palha ou capim seco sem sementes. Deixar colo da muda ligeiramente acima da superfície do solo.

### Tratos culturais
- Controle de ervas deve ser feito, periodicamente, com capinas em "coroamento" em volta da muda.
- Podar galhos secos, doentes e aqueles que se dirijam para dentro da copa.
- Efetuar adubações em cobertura, com leve incorporação, sob copa, segundo quadro de indicação abaixo:

### Pragas

#### Mosca-da-madeira
O adulto é mosca escura, com asas amarelo-escuras, com 31–35 milímetros de comprimento. A fêmea põe ovos na casca da árvore de onde saem lagartas que perfuram o caule, abrem galerias e penetram até o lenho.

### Controle
Caiação do tronco com calda de 3 quilogramas de cal + 3 quilogramas de enxofre em 100 litros de água.

#### Broca-das-sementes
O adulto é besourinho escuro com 2 milímetros de comprimento e que perfura a casca do fruto, destrói a polpa e põe ovos nas sementes; as lagartas destroem as sementes.
Controle
Pulverizar frutos ainda verdes. 

### Coleobroca
O adulto é um besouro com 20 milímetros de comprimento, cor castanho-clara, antenas longas; a forma jovem é a de uma lagarta branca e sem patas que broqueia tronco e ramos abrindo galerias.
Controle
Poda e queima das partes atacadas e pulverizações preventivas de tronco e ramos.

### Colheita e rendimento
A planta entra em produção entre 4-6 anos pós plantio e pode produzir ao longo de duzentos anos. Após alcançar a maturação, o fruto pode permanecer na árvore por várias semanas.
O ponto de maturação é reconhecido quando a casca do fruto torna-se quebradiça partindo-se facilmente à pressão dos dedos; deve-se colher o fruto amadurecido na planta.
Cada tamarindeiro adulto pode produzir de 150 a 250 quilogramas de frutos por ano (12 a 18 toneladas por hectare).

### Sinonímia
- Cavaraea Speg.

## Classificação do gênero
| Sistema | Classificação                     | Referência               |
| ------- | --------------------------------- | ------------------------ |
| Linné   | Classe Triandria, ordem Monogynia | Species plantarum (1753) |